# Nils Carl Gustaf Fersen Gyldenstolpe
Nils Carl Gustaf Fersen Gyldenstolpe (* 30. September 1886 in Östersund, Schweden; † 10. April 1961 in Solna, Schweden) war ein schwedischer Zoologe und Ornithologe.

## Leben und Wirken
Der Graf Nils Gyldenstolpe entstammte einer Adelslinie, die 1650 von Mikael Olai Wexionius Gyldenstolpe (1609–1670) begründet wurde. Er war der Sohn von August Gustaf Fersen Gyldenstolpe (1839–1919) und Hedvig Fredrika Alice Nieroth. Zwischen 1906 und 1906 unternahm er seine erste Expedition ins nordschwedische Lappland. 1910 begleitete er Paul Rosenius (1865–1957) nach Algerien. Von 1911 bis 1912 war er in Siam, dem heutigen Thailand, tätig und von 1914 bis 1915 auf der Malaiischen Halbinsel. Zwischenzeitlich studierte er an der Universität Uppsala. 1914 wurde er Mitarbeiter von Einar Lönnberg an der Abteilung für Wirbeltiere am Naturhistoriska riksmuseet in Stockholm, wo er bis zum Ende seines Lebens arbeitete. 1917 heiratete er in Stockholm Sofia Margareta Emilie Heijkenskjöld. Zwischen 1920 und 1921 begleitete er Prinz Wilhelm von Schweden, einen Bruder von König Gustav VI. Adolf von Schweden, nach Zentralafrika. Über die umfangreiche Vogelsammlung, die er in Kenia und Belgisch-Kongo zusammentrug, verfasste er 1924 seine Doktorarbeit an der Universität Lund. In den 1930er-Jahren reiste er nach Indochina. 1951 unternahm er – nach Neuguinea – seine letzte Expedition. Gyldenstolpe hatte großes Interesse an der neotropischen Avifauna. Daher sandte er professionelle Vogelsammler nach Südamerika, um die Vogelbälge zu erwerben. Über alle Taxa erstellte er eine genaue Liste. Neben seiner zoologischen Tätigkeit war Gyldenstolpe Lord-Kämmerer von König Gustav V. Diese Position erlaubte es ihm, einige Monate im Jahr am schwedischen Königshof zu verbringen und den König auf Großwildjagd zu begleiten.
Gyldenstolpe wurde 1944 Ehrenmitglied der British Ornithologists’ Union und 1950 war er im Organisationskomitee des International Ornithological Congress in Uppsala.

## Dedikationsnamen
Einar Lönnberg benannte 1916 Gyldenstolpes Schlangenskink (Isopachys gyldenstolpei) zu Ehren von Gyldenstolpe. Weitere nach Gyldenstolpe benannte Taxa sind die Froschart Limnonectes gyldenstolpei (1916 von Lars Gabriel Andersson), die Schmetterlingsart Aethalopteryx gyldenstolpei (1925 von Christopher Aurivillius) und die Fangschreckenart Hestiasula gyldenstolpei (1930 von Franz Werner). 2013 wurde die Vogelart Campylorhamphus gyldenstolpei aus der Familie der Baumsteiger nach ihm benannt. Die argentinischen Säugetierkundler Ulyses F. J. Pardiñas, Guillermo D’Elía und Pablo Teta stellten 2009 die Riesenreisratten-Gattung Gyldenstolpia auf, die die beiden Arten Gyldenstolpia planaltensis und Gyldenstolpia fronto umfasst.

## Erstbeschreibungen von Gyldenstolpe

### Säugetiere
- Siam-Hufeisennase Rhinolophus siamensis, 1917
- Tachyoryctes ruandae, 1925 (mit Einar Lönnberg) (gilt heute als Synonym oder Unterart der Ostafrikanischen Maulwurfsratte (Tachyoryctes splendens))

### Vögel
- Sperlingslerche (Mirafra passerina), 1926
- Orangekehl-Dickichtschlüpfer (Synallaxis cherriei), 1930
- Fanovananewtonie (Newtonia fanovanae), 1933
- Grauscheitel-Würgertimalie (Crocias langbianis), 1939
- Südliche Brillenameisenpitta (Hylopezus auricularis), 1941
- Bambusameisenwürger (Cymbilaimus sanctaemariae), 1941